# Anthosactis capensis
Anthosactis capensis is een zeeanemonensoort uit de familie Actinostolidae.
Anthosactis capensis is voor het eerst wetenschappelijk beschreven door Carlgren in 1938.